# Teodor Llorente Olivares
Teodor Llorente Olivares (València, 7 de gener de 1836 - València, 2 de juliol de 1911) fou un poeta valencià, escriptor en llengua catalana i castellana. És el poeta més reconegut de la Renaixença valenciana, un dels personatges més decisius de les lletres valencianes contemporànies i l'autor del segle xix que realitzà major i millor producció en valencià. Pel que fa a la seua producció en castellà, influí entre poetes valencians d'estil romanticista del segle xix, traduint també obres internacionals d'autors d'este estil literari.

## Biografia

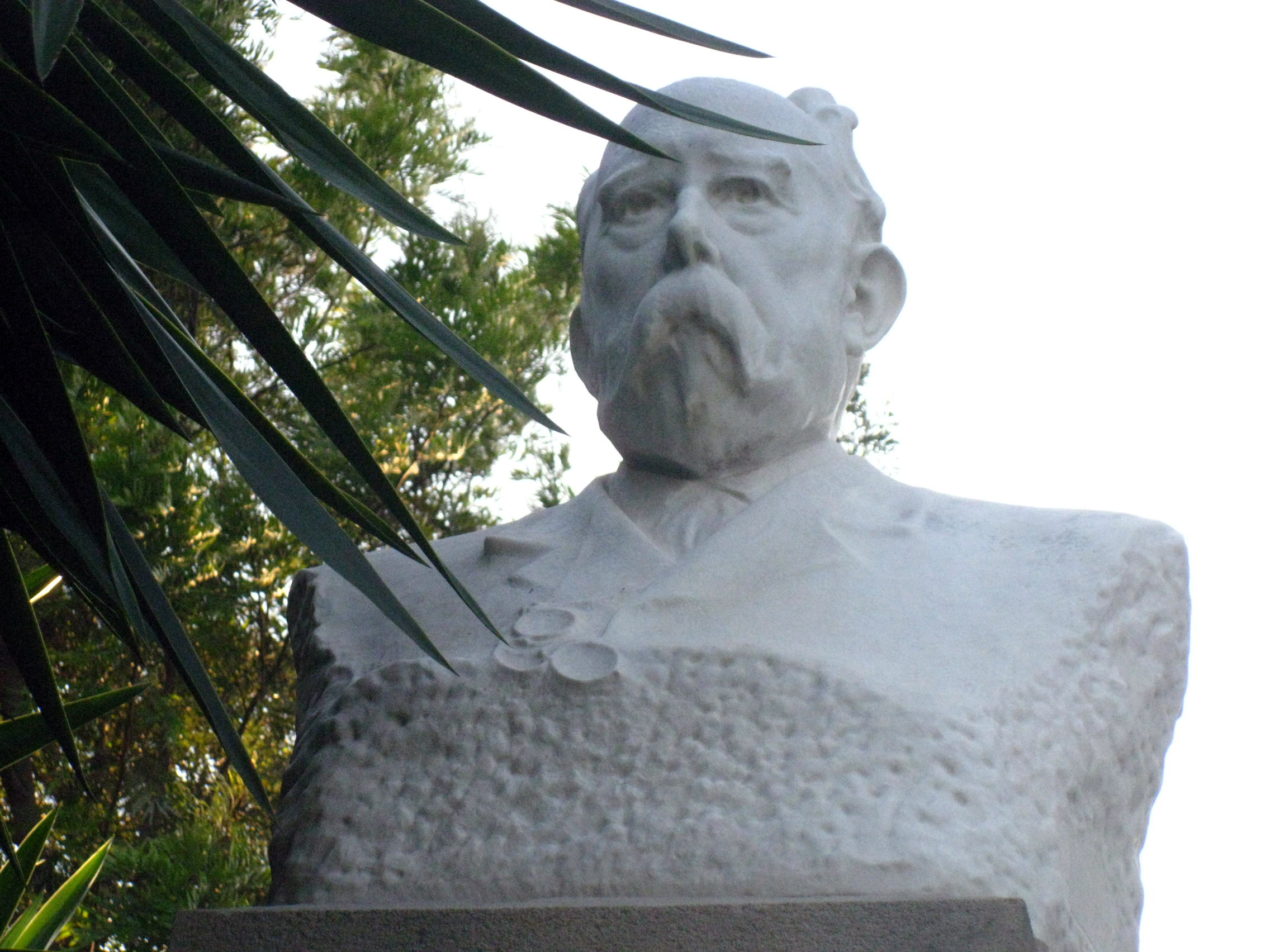
Bust de Teodor Llorente (1912), obra d'Eusebi Arnau, Parc de la Ciutadella, Barcelona.

Nascut el 7 de gener de 1836 al núm. 29 del Carrer Serrans de València, al si d'una família de juristes, no debades son pare, Felicíssim Llorente i Ferrando, fou advocat i tinent d'alcalde de la ciutat de València. Escriptor precoç, comença a escriure poemes als 14 anys. Teodor Llorente seguí la carrera d'advocat i exercí la professió de periodista.
La seua dedicació per les lletres naix en l'adolescència, a través de la poesia en castellà. Comença a escriure en 1850, i en l'etapa de joventut, que finalitza vers 1866, serà quan componga més material en esta llengua. En 1855 escrigué L'amor del poeta, la seua primera poesia en valencià. En 1857 publica per primera vegada tres poemes en valencià al periòdic El Conciliador.
A la Universitat valenciana cursà els estudis de dret i filosofia i lletres. En un principi, escrigué poesies en castellà. Però, havent llegit Lo Gayter del Llobregat de l'escriptor català Rubió i Ors, començà a compondre rimes en valencià. La visita que feu a València el poeta mallorquí Marià Aguiló i Fuster acabà per guanyar-lo a la causa valencianista, fins al punt de convertir-se a la figura més preeminent de la Renaixença a terres valencianes. Als Jocs Florals de la Ciutat de València del 23 d'octubre de 1859, rebé una Flor d'Argent i Or pel poema La Nova Era. Tanmateix, a Llorente li costava recopilar o publicar en premsa les seues creacions, i fins a 1885 no en recopilaria l'obra poètica valenciana. La seua obra en castellà la publicaria, parcialment i per pressió de les seues amistats, en 1907, amb el títol Versos de juventud.
En 1860, instal·lat a Madrid tot preparant el doctorat, publica la seua primera traducció, una selecció de poesies de Victor Hugo amb pròleg de Castelar.

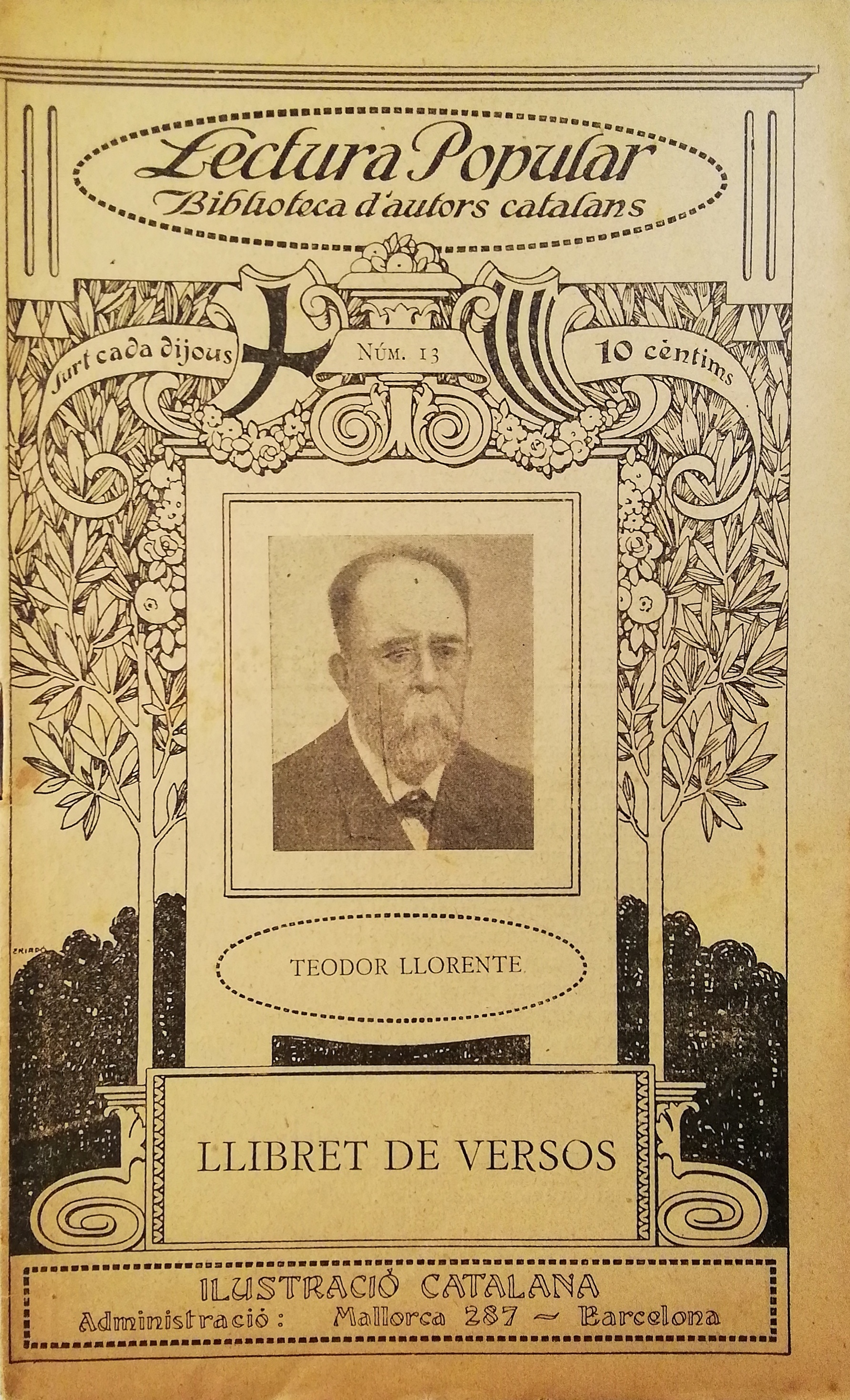
Llibret de versos de Teodor Llorente en una edició publicada a Barcelona l'any 1913 per a la col·lecció Lectura Popular Biblioteca d'autors catalans de l'editorial Ilustració Catalana

Al mateix temps conreava el periodisme en castellà. En 1861 dirigí el diari La Opinión, on destacà per deixar en el diari un caràcter literari que anava més enllà de la publicació de la informació política. Quan el propietari, Josep Campo, decidí tancar el periòdic, Llorente li demanà que com a compensació li'l cedira, amb la condició de canviar el nom de la capçalera per a deixar clar que el futur Marquès de Campo ja no tenia res a vore amb la publicació. D'esta manera, Llorente fundà Las Provincias, el primer número del qual aparegué el 31 de gener de 1866. Llorente fou el director de la publicació durant quaranta anys, fins que el seu fill el substituí. Aquest diari estava d'acord amb la ideologia conservadora del Partit Conservador, del qual Llorente fou dues vegades cap, diputat a corts i senador.
Llorente es basà en premsa independent però influent, com el Diario de Barcelona de Joan Mañé, per a la realització del seu periòdic. Una de les línies editorials del nou diari, heretades de la seua etapa a La Opinión, fou la defensa de Les Províncies, és a dir, reclamar una major descentralització social i moral de l'Estat espanyol. Llorente defenia que el nom de la publicació es devia al desig de ser, en la premsa espanyola, l'altaveu d'allò que ocorria i es pensava fora de Madrid. Esta línia editorial li valgué crítiques des de periòdics publicats en la capital d'Espanya, com La Época.
La decisió amb què Las Provincias s'enfrontà a diferents afers político-socials li donà un gran prestigi al seu director, fins al punt que Víctor Balaguer atribuïa que la caiguda del tercer govern de Cánovas del Castillo ocorregué arran d'un article publicat per Llorente el 4 de gener de 1881. D'altra banda, el periòdic donà gran cobertura, tot publicant al diari els cartells anunciadors, a les convocatòries dels jocs florals de Barcelona i València. El fet que a Las Provincias es donara cobertura a reflexions, no exemptes de polèmica, sobre el regionalisme, el valencianisme o la normalització del valencià, feren que fóra el periòdic més sensible envers el moviment lingüístic i literari de la Renaixença.
Quan Marià Aguiló fou bibliotecari de la Universitat de València, Llorente impulsà i presidí uns jocs florals en commemoració del quart centenari d'Ausiàs March, i guanyà un premi amb Víctor Balaguer. En una altra edició, guanyà un accèssit a la Flor Natural pel seu poema «Vint-i-cinc anys». Llorente contribuí junt amb Vicent W. Querol a la instauració dels jocs florals en els quals obtingué el títol de Mestre en Gai Saber.
La seua actitud correspon a la de la burgesia conservadora, i, més concretament, a la dels ratpenatistes. A la seua estada en Lo Rat Penat tractà de treure importància a les institucions de la Renaixença balear i catalana, ja que rebutjaven la literatura progressista, republicana i anticlerical, com per exemple la de Constantí Llombart.
A conseqüència de la politització dels Jocs Florals, Llorente i els escriptors valencians no tingueren una gran presència, i es crearen els Jocs Florals de Lo Rat Penat, però no exerciren una gran influència sobre la festa homònima barcelonina, ja que es tancaren en la seua ideologia i per l'obertura al bilingüisme.
En 1904, per motius econòmics i de salut, Llorente es vengué Las Provincias a l'impressor Federico Doménech. Ell quedà com a director honorífic, mentre que la direcció efectiva recaigué en mans del seu fill, Teodor Llorente i Falcó.
L'any 1906 participà en el I Congrés Internacional de la Llengua Catalana. En 1909 la ciutat de València feu un magne homenatge popular al poeta, coronant-lo amb fulles de llorer i consagrant-lo com a Poeta de València.
L'any 1891 fou escollit diputat al Congrés dels Diputats, aconseguint la reelecció el 1893. Perdé la seua acta de diputat el 1896 però el 1899 la tornà a recuperar, abandonant aquest càrrec el 1901.
Teodor Llorente morí a la ciutat de València l'any 1911, poc després d'escriure el seu poema dedicat als joves poetes. Fou fill seu Teodor Llorente Falcó, net seu Teodor Llorente Monleón i renebot seu Francesc Alcalá i Llorente.

## Llegat

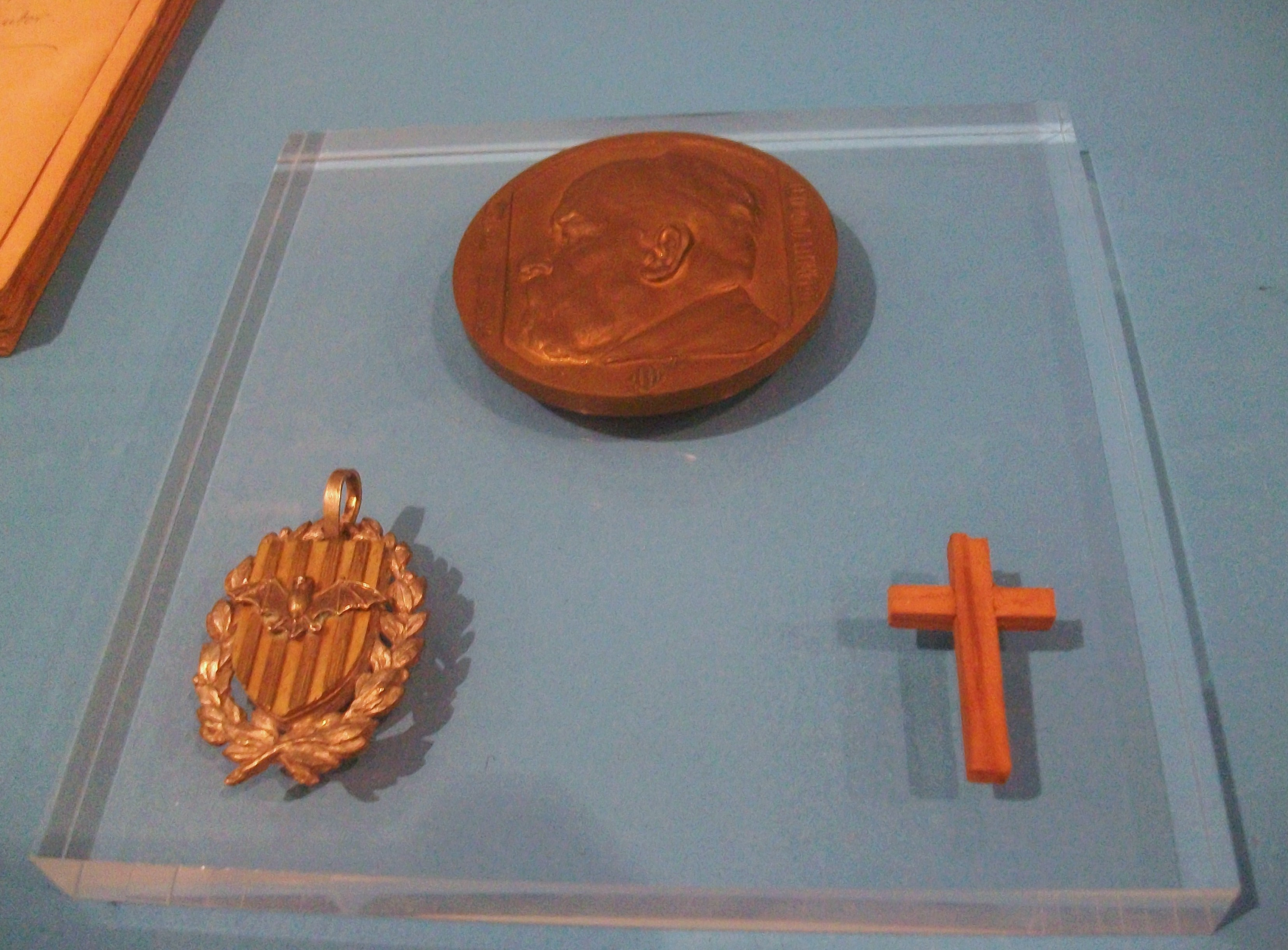
Objectes personals de Teodor Llorente: medalla de bronze corresponent a la seua coronació com a poeta de València (1909), medalla de Lo Rat Penat i creu de fusta regalada per Jacint Verdaguer.

A la seua mort, els escriptors catalans, a l'Anuari de l'Institut d'Estudis Catalans, declararen que Las Provincias havia suposat una transformació de la premsa espanyola publicada fora de Madrid, fent-la més autònoma, alhora que destacaven la justícia amb què Llorente i el seu diari havien tractat Catalunya, amb vindicacions cap a la cultura catalana i agradoses cròniques dels esdeveniments més importants del moviment català.
Durant la Segona República Espanyola hi hagué diverses iniciatives per tal de recuperar la seua obra, en el context d'una possible commemoració del centenari del seu natalici, fet que no ocorregué per l'esclat de la Guerra Civil espanyola. Ramón Andreu Gonzálbez i Miquel Duran i Tortajada realitzaren dos biografies, i es dedicà un número de La República de les Lletres a la seua persona. També es realitzaren estudis referents a la seua relació amb Frederic Mistral, es reeditaren els seus versos i aparegué el tercer volum del seu epistolari, l'Ajuntament de València li dedicà un fulletó i Lo Rat Penat i Proa li dedicaren sengles homenatges.
Així mateix, és autor d'una gran obra de descripció paisatgística i geogràfica, fruit de viatjar durant dos anys per bona part del territori valencià, titulada Valencia. Sus monumentos y artes. Su naturaleza e historia, Barcelona: Establecimiento Tipográfico Editorial de Daniel Cortezo, 1887-1889, en dos volums, il·lustrada; reedició facsímil,  València: Editorial Albatros, 1980.
Amb l'arribada del franquisme, estudiosos com Carles Salvador li dedicaren diversos treballs i publicà una antologia poètica el 1958. A més, es reivindicà la seua obra per ser «immediatament comprensible» per amplis espectres de gent. A partir dels anys 60, i fins entrats els 80, la seua figura i el seu llegat polític, juntament amb Blasco Ibáñez, foren tractats amb duresa per part de la nova historiografia.
En el cas de Joan Fuster, valorà de Llorente el seu paper de coppare de la Renaixença, així com el seu paper protagonista en la recuperació de la llengua. Amb la implantació dels estudis de Filologia Catalana a la Universitat de València, els estudis sobre la Renaixença s'ampliaran, valorant-se també la figura de Llorente de manera més positiva.
El 1983, Lluís Guarner edità l'obra poètica de Llorente a l'Editorial 3i4.

## Obra
La seua obra en valencià abasta un període de cinquanta-sis anys, amb obra publicada entre 1855 i 1911. Tanmateix, pel que fa a les recopilacions, l'única recopilació fou Llibret de versos, publicat en 1885. Fou reeditat en 1902, en una segona edició augmentada anomenada Nou Llibret de versos, reeditada i ampliada per tercera vegada en 1909, amb pròleg de Menéndez Pelayo i una nova dedicatòria a Frederic Mistral.
Tot i que els poemes llorentins ja havien estat publicats en almanacs, periòdics i revistes, tant a València com Barcelona, no seria fins a 1884 que no se'n prepararia una recopilació. El resultat, Llibret de versos, ecollí trenta-set poemes i anava encapçalat amb una endreça a l'escriptor mallorquí Marià Aguiló. L'any de portada és 1884, mentre que a l'interior s'indica 1885 com a any de publicació. El Llibret de versos fou publicat per plecs, i es preveia que estaria enllestit per a maig de 1885, cosa que no va ocórrer.
Pel que fa a la composició, Llibret de versos alterna poemes lírics amb altres de temàtica més valencianista, posant únicament la data al peu de pàgina d'aquells poemes amb rerefons nacional.
Llorente, tot i que escrigué poc, aconseguí imposar un concepte restrictiu de la cultura i literatura valenciana, des del punt de vista dels gèneres, temes i procediments.
Llorente recreà els costums de les classes humils (costumisme), però també creà una poesia amb caràcter més històric amb un llenguatge més culte. Els versos més aconseguits es troben en els poemes on fa descripcions idealitzades de la bellesa dels paisatges valencians (paisatgisme sentimental).
Quant al tipus d'estrofa, solen predominar en la seua obra els quartets, en especial la cobla, estrofes decasíl·labes amb una estructura versal de 4+6, estructura típica de la literatura medieval valenciana.
Llista de les seues principals obres segons la temàtica:
- Primer poema conegut: Amor del poeta.
- Premi als Jocs Florals: La nova era Arxivat 2007-03-09 a Wayback Machine., Vint-i-cinc anys.
- Utilització del valencià vulgar amb finalitats humorístiques: Arròs amb fesols i naps.
- Dedicat a Jacint Verdaguer per la publicació de "Canigó": A mossèn Jacint Verdaguer.
- Evocació de la pàtria des de l'adversitat: Cartes de soldat Arxivat 2007-09-27 a Wayback Machine.
- Escenes de la vida quotidiana: La creu del poble, Plany de la teixidora[Enllaç no actiu], Missa d'Alba Arxivat 2003-11-26 a Wayback Machine..
- Expressió de l'emoció davant d'un paisatge i de l'horta valenciana: Vora el barranc dels Algadins Arxivat 2009-04-26 a Wayback Machine., En la muntanya, Els teuladins.
- Símbol de valencianitat: La barraca, una de les seues poesies més famoses.
- Última etapa de Teodor Llorente, aborda l'absència o presència d'amor: Cançoneta amorosa Arxivat 2006-02-18 a Wayback Machine., Viatge nupcial, Íntima.
- Recopilacions de poesia: Llibret de versos, Nou llibret de versos (per a Lo Rat Penat).

Llorente va traduir també al castellà diverses obres de Lord Byron, Goethe, Friedrich von Schiller, Heinrich Heine i Theodor Körner, entre d'altres.
La seua obra està a l'abast en les següents edicions:
- Teodor Llorente, Poesia valenciana completa. Ed. a cura de Lluís Guarner, Tres i Quatre, València, 1983.
- Teodor Llorente, Poesia, ed. a cura de Vicent Simbor. Institució Alfons el Magnànim, València, 1996.
- Teodor Llorente, Lo foc sagrat de la fe. Antologia de poesia religiosa. Ed. a cura de Rafael Roca, Editorial Denes, col·lecció Rent, Paiporta, 2010.
- Teodor Llorente, Teodor Llorente: obra valenciana completa. Estudi i edició crítica a cura de Rafael Roca Ricart, col·lecció Clàssics Valencians, Acadèmia Valenciana de la Llengua, València, 2013.